# 霍恩山
75°46′S 71°44′W / 75.767°S 71.733°W
霍恩山是南極洲的山峰，位於帕爾默地，屬於奎爾蒂冰原島峰的一部分，處於哈塞奇山東北面22公里，海拔高度1,165米，由美國探險隊發現。